# Yemen Times
Yemen Times – pierwsza i najbardziej poczytna niezależna gazeta anglojęzyczna ukazująca się w Jemenie. Jest wydawana dwa razy w tygodniu (poniedziałki i czwartki). Posiada własną drukarnię, współpracowników reklamowych oraz serwis informacyjny. Gazeta ma siedzibę w Sanie.

## Historia
Yemen Times została utworzona w 1991 roku przez Abdulaziza Al-Saqqafa, czołowego ekonomistę i aktywistę na rzecz praw człowieka, który był również jej redaktorem i wydawcą aż do śmierci w wypadku samochodowym w 1999 roku. Misją gazety jest: „Zróbmy Jemen dobrym obywatelem świata”.
Od 2007 roku redaktorem naczelnym dziennika była Nadia Al-Sakkaf. Gazeta posiada biura i korespondentów w całym kraju. Wspiera wolność prasy, poszanowanie praw człowieka, pluralizm polityczny i demokrację. Promuje organizacje pozarządowe i inne formy organizacji społeczeństwa obywatelskiego. Popiera liberalizację gospodarki i otwarcie się kraju na inne narody. W 1995 roku gazeta i jej redaktor naczelny otrzymali International Award for Freedom of the Press. W 2006 roku dziennik otrzymał IPI Free Media Pioneer Award. W 2014 roku uruchomiono rozgłośnię radiową Radio YT na częstotliwości 91,9 FM.
W czasie wojny domowej w Jemenie w 2015 roku gazeta nie mogła być wydawana w wersji papierowej, ale kontynuowano publikowanie wersji cyfrowej na jej stronie internetowej.